# Freikorps
Il termine Freikorps ([ˈfʀaɪ̯ˌkɔɐs]; tedesco per "corpi franchi" ovvero "liberi") fu originariamente applicato alle milizie volontarie irregolari reclutate in Germania, in Italia conosciute come "corpi franchi". Nel primo dopoguerra passò a designare le milizie formate da ex combattenti smobilitati dalle forze armate imperiali (Deutsches Heer) inquadrate dalla Repubblica di Weimar e utilizzate per reprimere nel sangue la Rivoluzione di novembre, la Lega Spartachista e la Repubblica Bavarese dei Consigli.

## Storia

### Origini
I primi Freikorps furono reclutati da Federico II di Prussia nel XVIII secolo durante la guerra dei sette anni. Altri Freikorps conosciuti comparvero durante le guerre napoleoniche, e furono guidati, fra gli altri, da Ferdinand von Schill e Ludwig Adolf Wilhelm von Lützow (Lützowsches Freikorps). I Freikorps erano considerati poco affidabili dagli eserciti regolari, così erano impiegati per compiti di sorveglianza e incarichi minori.

### Sviluppi dopo la prima guerra mondiale

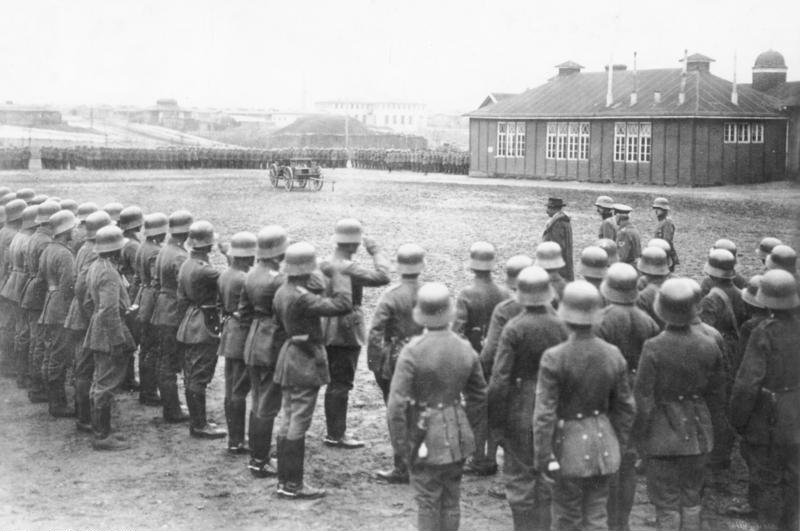
Il ministro della difesa Gustav Noske ispeziona i Freikorps Hulsen nel 1919

Dal 1918 il termine cambiò profondamente significato, e l'espressione Freikorps iniziò a indicare delle organizzazioni paramilitari che sorsero in Germania, appunto, dopo la fine della prima guerra mondiale. Molti veterani tedeschi si sentirono profondamente scollati dalla vita civile, e si unirono nei Freikorps, alla ricerca della stabilità all'interno di una struttura simile all'esercito. Altri, furenti per l'inaspettata e apparentemente inspiegabile sconfitta (la cosiddetta Dolchstoßlegende), vi si unirono nel tentativo di abbattere le sollevazioni comuniste o per ottenere una qualche forma di rivincita.
Essi ricevettero considerevole supporto da Gustav Noske, esponente di spicco del Partito Socialdemocratico di Germania e ministro della difesa tedesco, che li usò nella guerra civile dalla quale sarebbe scaturita la Repubblica di Weimar, per schiacciare la Lega Spartachista con la violenza, non senza ricorrere all'omicidio, come nel caso di Karl Liebknecht e Rosa Luxemburg. Il primo bando di arruolamento fu diffuso dal generale Georg Ludwig Rudolf Maercker il 22 dicembre 1918. I più importanti comandanti, oltre a Maercker, furono i generali Rüdiger von der Goltz, Bernhard von Hülsen, Franz von Epp, Franz Pfeffer von Salomon, il capitano di corvetta Hermann Ehrhardt e il tenente Gerhard Roßbach.
Ebbero un ruolo nel riarmo della Germania, per arruolare soldati senza violare le clausole del trattato di Versailles che imponeva alle nuove forze armate tedesche, la Reichswehr, di non superare i 100 000 uomini. Furono nel Baltico al comando del generale von der Goltz, occupando la Curlandia e Ventspils e sconfiggendo molte volte i russi. Con il velato appoggio degli Alleati, von der Goltz tenne il Baltico fino al 23 maggio 1919, quando riuscì a sconfiggere definitivamente i russi.
Nel 1920 si ebbero nella Ruhr alcune sollevazioni comuniste, quando 50 000 persone formarono l'Armata Rossa Ruhr e presero il controllo della regione. I Freikorps misero fine alla sollevazione senza ricevere ordini dal governo. Nel 1920 e 1921 presero parte alle rivolte nella Slesia in difesa della popolazione tedesca dell'area.
Alcuni ex membri appoggiarono il putsch di Kapp nel marzo dello stesso anno, tentativo che si concluse in un disastro. I Freikorps vennero inizialmente sciolti, anche se alcuni loro esponenti, confluiti in formazioni sotterranee connotate in senso nazionalistico, quale l'Organizzazione Consul, continuarono con metodi violenti la loro opposizione alla Repubblica di Weimar; le azioni più significative compiute da tale gruppo furono gli omicidi politici del ministro delle finanze Matthias Erzberger (nel 1921) e del ministro degli esteri Walther Rathenau (nel 1922).
Alcuni capi del Partito Nazista militarono nei Freikorps; tra gli altri Ernst Röhm, capo delle Sturmabteilungen (SA), Martin Bormann, capo della cancelleria dello NSDAP, il generale delle SS Leonardo Conti, il generale delle Waffen-SS Ernst Rode, il comandante della Ordnungspolizei Kurt Daluege, lo stesso Rudolf Höß, Kommandant del campo di concentramento di Auschwitz, il generale Wilhelm Keitel, così come aristocratici come Filippo d'Assia, nipote dell'imperatore Federico III. La maggior parte dei membri dei Freikorps, però, rimase ai margini durante il Terzo Reich. Un frequente argomento di conversazione tra i veterani dei Freikorps era: «Dove stava Hitler nel 1919-1920, quando noi combattevamo i comunisti?» Hermann Ehrhardt e il suo vice comandante Eberhard Kautter, capi del Bund Wiking (Lega Vichinga), si rifiutarono di aiutare Hitler e Ludendorff nel fallito Putsch di Monaco e cospirarono contro di loro. Le loro gesta sono ben descritte nel libro autobiografico di Ernst von Salomon I proscritti.

## Lista di Freikorps (1918-1923)
- Stahlhelm, Bund der Frontsoldaten
- 1. Marine-Brigade o Eiserne Brigade (Brigata d'Acciaio)
- 2. Marine-Brigade (Brigata Erhardt)
- 3. Marine-Brigade (Brigata Loewenfeld)
- Brigade z.b.V. 5
- Brigade z.b.V. 6 (Brigata von Brandestein)
- Eiserne Division (Divisione d'Acciaio)
- Freikorps Amberg
- Freikorps Andree
- Freikorps Aschaffenburg
- Freikorps Bamberg
- Freikorps Bayreuth
- Freikorps Bodensee
- Freikorps Bozendorfer
- Freikorps Brüssow
- Freikorps Caspari
- Freikorps Diebitsch
- Freikorps Düsseldorf
- Freikorps Ebbinghaus
- Freikorps Eulenburg
- Freikorps Gabke
- Freikorps Görlitz
- Freikorps Göttingen
- Freikorps Hacketau
- Freikorps Hasse
- Freikorps Hessen
- Freikorps Hessen-Nassau
- Freikorps Hessen-Thüringen-Waldeck
- Freikorps Heydebreck
- Freikorps Himburg
- Freikorps Hindenburg
- Freikorps Hülsen
- Freikorps Kühme
- Freikorps Landsberg
- Freikorps Lichtschlag
- Freikorps Lützow
- Freikorps Maercker o Freiwillige Landesjägerkorps (fucilieri volontari di Maercker)
- Freikorps Michaelis
- Freikorps Münsterland
- Westfälisches Freikorps Niederrhein
- Freikorps Oberland
- Freikorps Oldenburg
- Freikorps Passau
- Freikorps Pfefferkorn
- Freikorps Plehwe
- Freikorps Potsdam
- Freikorps Regensburg
- Freikorps Roßbach o Freiwilligen-Sturmabteilung Roßbach
- Freikorps Schleswig-Holstein
- Freikorps Schulz
- Freikorps Schwaben
- Freikorps Schwarze Jäger
- Freikorps Severin
- Freikorps Stever
- Freikorps Thüringen
- Freikorps von Aulock
- Freikorps von Brandis
- Freikorps von Epp
- Freikorps von Neufville
- Freikorps von Pfeffer
- Freikorps Wasserburg
- Freikorps Weickhmann
- Freikorps Werdenfels
- Freikorps Wesel
- Freikorps Würzburg
- Freiwilligen Brigade Reinhard
- Freiwilligen Landesjägerkorps
- Freiwillige Russische Westarmee
- Garde-Kavallerie-Schützen-Division
- Sudetendeutsches Freikorps